# باورهای سیاسی و مذهبی استنلی کوبریک
نگرشِ سیاسی و مذهبیِ استنلی کوبریک (۱۹۹۹–۱۹۲۸) در زمان زندگی و پس از مرگش موضوع حدس و گمان و بحث بوده است.

## سیاست
چنین می‌نمود که کوبریک بر آن بود که آزادی و لیبرالیسم اجتماعی ارزشِ کوشش دارد و پلیدی فردی بر شرّ سازمان‌یافتهٔ اجتماعی دچار خودکامگی برتری دارد.

## مذهب
کوبریک در خانواده‌ای یهودی به دنیا آمد ولی تربیت مذهبی نداشت. با این همه، یکسره هم نمی‌شود او را خداناباور شمرد.